# Joshua John (calciatore 2004)
Joshua John (18 gennaio 2004) è un calciatore nigeriano, centrocampista del Nasarawa United.

## Carriera

### Club
Cresciuto nel Nasarawa United, ha debuttato in prima squadra il 2 maggio 2023 nell'incontro di Nigeria Premier League vinto 2-0 contro il Shooting Stars.

### Nazionale
Nel maggio del 2023 è stato convocato dalla nazionale Under-20 nigeriana per il campionato mondiale di categoria.

## Statistiche

### Presenze e reti nei club
Statistiche aggiornate al 31 maggio 2025.
| Stagione        | Squadra         | Campionato      | Campionato | Campionato | Coppe nazionali | Coppe nazionali | Coppe nazionali | Coppe continentali | Coppe continentali | Coppe continentali | Altre coppe | Altre coppe | Altre coppe | Totale | Totale |
| Stagione        | Squadra         | Comp            | Pres       | Reti       | Comp            | Pres            | Reti            | Comp               | Pres               | Reti               | Comp        | Pres        | Reti        | Pres   | Reti   |
| --------------- | --------------- | --------------- | ---------- | ---------- | --------------- | --------------- | --------------- | ------------------ | ------------------ | ------------------ | ----------- | ----------- | ----------- | ------ | ------ |
| 2022-2023       | Nasarawa United | PL              | 11         | 1          | CN              | 0               | 0               | -                  | -                  | -                  | -           | -           | -           | 11     | 1      |
| 2023-2024       | Nasarawa United | NL              | ?          | ?          | CN              | 0               | 0               | -                  | -                  | -                  | -           | -           | -           | ?      | ?      |
| 2024-2025       | Nasarawa United | PL              | 16         | 1          | CN              | 0               | 0               | -                  | -                  | -                  | -           | -           | -           | 16     | 1      |
| Totale carriera | Totale carriera | Totale carriera | 27+        | 2+         |                 | 0               | 0               |                    | -                  | -                  |             | -           | -           | 27+    | 2+     |